# منافون
منافون (به انگلیسی: Manafon) یک منطقهٔ مسکونی در بریتانیا است که در پویس واقع شده‌است. منافون ۳۰۱ نفر جمعیت دارد.